# 커티스 맥멀런
커티스 트레이시 맥멀런(영어: Curtis Tracy McMullen, 1958년 5월 21일 ~ )은 미국의 수학자이다. 하버드 대학교의 수학과 교수이다. 1998년 복소 동역학계에 관한 중요한 업적으로 필즈상을 수상하였다. 그는 1980년 윌리엄스 대학교에서 학사 학위를 받았고, 1985년 하버드 대학교에서 박사 학위를 받았다.

## 참고 문헌
- “Borcherds, Gowers, Kontsevich, and McMullen receive Fields medals” (PDF). 《Notices of the American Mathematical Society》 (영어) 45 (10): 1358–1360. 1998년 10월.